# Montiaceae
Montiaceae es una pequeña familia de plantas dicotiledóneas dentro del orden de las Caryophyllales. Comprende unos 14 géneros y unas 468 especies que se distribuyen especialmente en el hemisferio norte, parte de América del Sur y de África, incluyendo a Madagascar.
Esta familia ha sido reconocida por sistemas modernos de clasificación, como el sistema APG III de 2009. Anteriormente, los géneros que constituyen esta familia habían sido dispuestos en Molluginaceae, Phytolaccaceae o Aizoaceae pero los análisis filogenéticos sobre datos moleculares indican que los dos géneros que la constituyen comprenden un clado monofilético que debe considerarse como una familia separada.

## Géneros
- Baitaria Ruiz & Pavón = Montiopsis	Kunz
- Calandrinia	Kunth
- Calandriniopsis E. Franz = Montiopsis	Kunz
- Calyptridium	Torrey & A. Gray
- Claytonia	L.
- Claytoniella Jurtzev = Montia	L.
- Crunocallis Rydberg = Montia	L.
- Diazia Philippi = Phillipiamra	Kunze
- Erocallis Rydberg = Lewisia	Pursh
- Hectorella	J. D. Hooker
- Lenzia	Philippi
- Lewisia	Pursh
- Lewisiopsis	Govaerts
- Limnalsine Rydberg = Montia	L.
- Limnia Haworth = Claytonia	L.
- Lyallia	J. D. Hooker
- Maxia O. Nilsson = Montia	L.
- Mona	O. Nilsson = Montia	L.
- Monocosmia	Fenzl = Calandrinia	Kunth
- Montia	L.
- Montiastrum Rydberg = Montia	L.
- Montiopsis	Kunz
- Naiocrene Rydberg = Montia	L.
- Neopaxia	O. Nilsson = Montia	L.
- Oreobroma Howell = Lewisia	Pursh
- Parakeelya Hershk.
- Phemeranthus	Rafinesque
- Phillipiamra	Kunze
- Rumicastrum	Ulbrich = Calandrinia	Kunth
- Schreiteria	Carolin
- Silvaea	Philippi = Phillipiamra	Kunze
- Spraguea	Torrey = Calyptridium	Torrey & A. Gray